# Тарштедт
Тарштедт (нем. Taarstedt) — община в Германии, в земле Шлезвиг-Гольштейн. 
Входит в состав района Шлезвиг-Фленсбург. Подчиняется управлению Зюдангельн.  Население составляет 870 человек (на 31 декабря 2010 года). Занимает площадь 13,69 км².